# 船津稜雅
船津稜雅（ 日语：／ Funatsu Ryōga，1994年10月23日—）是一位日本舞蹈者、演员和電視藝人。出生于神奈川县。隶属于星塵傳播制作部1部 。音樂團體超特急的成员，擔任主舞者以及隊長，團體內代表顏色為紫色。團體活動時使用另一个艺名RYOGA。

## 略歷
- 2006年至2007年短暫的隸屬於小傑尼斯，留下的活動紀錄僅有在雜誌2007年6月號「Wink Up」中的新人介紹單元。
- 2007年5月5日，参加星塵傳播的活動「POWER BOXX vol.1」，並在當時與現為同團體成員的村田祐基認識。
- 2010年5月經過徵選，於7月成為EBiDAN的第一期成員。
- 超特急結成前，曾隸屬於EBiDAN中組合「TRRY」（2007年 - 2011年）與「TR2Y2」（2011年，其他TR2Y2成員：村田祐基、北村匠海、矢部昌暉、小林龍二）[1] 。

## 人物
- 加入演藝圈的契機為「在我不知道的時候父母看了雜誌，並擅自送了履歷書...」
- 曾在惡靈古堡5的網路連線模式中拿到世界第二名[2] 。
- 興趣為動畫、漫畫與遊戲[3] 。
- 在老家曾經有隻愛犬—吉娃娃Tiara，養了18年又8個月[4]。
- 對甲殼類過敏[5]。

## 出演
※有關以超特急名義參與的活動，請參見相關項目。

### 電視劇
- FAKE MOTION-卓球の王將-（2020年4月9日 - 5月27日、日本電視台）- 飾演 小松 武明
  - FAKE MOTION –たったひとつの願い-（2021年1月20日 - 3月11日）

### 常规节目
- アニ☆ステ（2017年4月6日 - 2019年1月30日，東京都會電視台 ）[6]

### 电影
- サイドライン（2015年10月31日、 BS-TBS /Triple Up）- 主演 大和日向

### 網路劇集
- SICK'S ～內閣情報調查室特務專項專從係事件簿～ 第12集（2019年9月28日，Paravi）- 飾演 牟田口計[7]
- #目撃家電（2020年1月31日 - 、海尔日本官方推特 （页面存档备份，存于）、官方instagram （页面存档备份，存于） 、特设网站 （页面存档备份，存于））[8] 。

### 网络連載
- 超特急リョウガのヲタク部屋〜二次元愛語りたいんです。〜（2017年6月27日 - 2018年7月17日， コミカワ ）
- リョウガノス（2023年10月23日 - ，JUNON TV）

## 來源
1. ↑  Inc, Natasha. . 音楽ナタリー.   [2022-09-18]. （原始内容存档于2022-09-22） （日语）.
2. ↑  . モデルプレス - ライフスタイル・ファッションエンタメニュース.   [2022-09-18]. （原始内容存档于2022-09-22） （日语）.
3. ↑  Inc, Natasha. . 音楽ナタリー.   [2022-09-18]. （原始内容存档于2022-09-22） （日语）.
4. ↑  . Instagram.   [2022-09-20]. （原始内容存档于2022-09-22） （中文（中国大陆））.
5. ↑  . 超特急オフィシャルブログ「Rail~夢への切符~」Powered by Ameba.   [2022-09-20]. （原始内容存档于2022-09-22） （日语）.
6. ↑  . okmusic.jp.   [2022-09-18]. （原始内容存档于2022-09-22）.
7. ↑  Inc, Natasha. . 音楽ナタリー.   [2022-09-18]. （原始内容存档于2022-09-22） （日语）.
8. ↑  Inc, Natasha. . 音楽ナタリー.   [2022-09-18]. （原始内容存档于2022-09-22） （日语）.